# Odde
Odde betegner i Skandinavien og Nordtyskland en spids halvø ved kysten. I Danmark er der flere store og mange mindre odder, der pga. deres eksponerede beliggenhed tit er skiltet med sømærker, herunder fyrtårne og flydende bøjer.
For eksempel er Skagens Odde halvøen Jyllands nordligste spids, hvorpå igen Grenen udgør den aller yderste spids. Et andet kendt eksempel er Sjællands Odde. Desuden er der Als Odde, Gjeller Odde, Hammer Odde (Bornholm), Knudshoved Odde og Halsskov Odde.
I Nordtyskland (Sydslesvig) findes Amrum Odde og Hørnum Odde.
Alternative begreber er ordet huk (f.eks. Blåvands Huk) og suffikset -næs som i Helgenæs.